# إريك هاردينغ
إريك هاردينغ (بالإنجليزية: Eric Harding)‏ مواليد 20 ديسمبر 1972 في فيلادلفيا، هو ملاكم محترف أمريكي يصنف ضمن فئة وزن خفيف الثقيل بدأ مسيرته الاحترافية سنة 1991.

## المسيرة الاحترافية
من نزالاته:
- انتصر على دانيال جوداه (21-10-2005).
- خسر أمام غلين جونسون (18-05-2003).
- خسر أمام أنطونيو تارفير بالضربة الفنية القاضية (20-07-2002).
- خسر أمام روي جونز جونيور (09-09-2000).
- انتصر على أنطونيو تارفير (23-06-2000).
- انتصر على مونتيل غريفين (13-11-1998).

## إحصائيات
خاض خلال مسيرته 28 نزالا، فاز في 23 وتعادل في 1 وخسر في 4. فاز بالضربة القاضية في 7 نزالا.

## روابط خارجية
- إريك هاردينغ على موقع بوكس ريك (الإنجليزية) (registration required)